# Louvemont
Louvemont és un municipi francès situat al departament de l'Alt Marne i a la regió del Gran Est. L'any 2007 tenia 786 habitants.

## Demografia

### Població
El 2007 la població de fet de Louvemont era de 786 persones. Hi havia 286 famílies de les quals 58 eren unipersonals (29 homes vivint sols i 29 dones vivint soles), 83 parelles sense fills, 116 parelles amb fills i 29 famílies monoparentals amb fills.
La població ha evolucionat segons el següent gràfic:
Habitants censats

### Habitatges
El 2007 hi havia 322 habitatges, 295 eren l'habitatge principal de la família, 14 eren segones residències i 14 estaven desocupats. 308 eren cases i 13 eren apartaments. Dels 295 habitatges principals, 250 estaven ocupats pels seus propietaris, 39 estaven llogats i ocupats pels llogaters i 6 estaven cedits a títol gratuït; 1 tenia una cambra, 9 en tenien dues, 45 en tenien tres, 67 en tenien quatre i 172 en tenien cinc o més. 221 habitatges disposaven pel capbaix d'una plaça de pàrquing. A 120 habitatges hi havia un automòbil i a 143 n'hi havia dos o més.

### Piràmide de població
La piràmide de població per edats i sexe el 2009 era:
| Homes | Edats   | Dones |
| ----- | ------- | ----- |
| 0     | 95 o +  | 0     |
| 0     | 90 a 94 | 0     |
| 8     | 85 a 89 | 12    |
| 0     | 80 a 84 | 4     |
| 24    | 75 a 79 | 20    |
| 16    | 70 a 74 | 12    |
| 12    | 65 a 69 | 24    |
| 12    | 60 a 64 | 8     |
| 8     | 55 a 59 | 12    |
| 36    | 50 a 54 | 20    |
| 28    | 45 a 49 | 28    |
| 44    | 40 a 44 | 28    |
| 16    | 35 a 39 | 32    |
| 8     | 30 a 34 | 20    |
| 20    | 25 a 29 | 20    |
| 44    | 20 a 24 | 20    |
| 52    | 15 a 19 | 28    |
| 32    | 10 a 14 | 24    |
| 24    | 5 a 9   | 16    |
| 16    | 0 a 4   | 16    |

## Economia
El 2007 la població en edat de treballar era de 509 persones, 370 eren actives i 139 eren inactives. De les 370 persones actives 333 estaven ocupades (196 homes i 137 dones) i 37 estaven aturades (10 homes i 27 dones). De les 139 persones inactives 29 estaven jubilades, 51 estaven estudiant i 59 estaven classificades com a «altres inactius».

### Ingressos
El 2009 a Louvemont hi havia 288 unitats fiscals que integraven 762,5 persones, la mediana anual d'ingressos fiscals per persona era de 17.570 €.

### Activitats econòmiques
Dels 16 establiments que hi havia el 2007, 3 eren d'empreses de fabricació d'altres productes industrials, 5 d'empreses de construcció, 1 d'una empresa de comerç i reparació d'automòbils, 1 d'una empresa de transport, 1 d'una empresa d'hostatgeria i restauració, 2 d'empreses de serveis, 1 d'una entitat de l'administració pública i 2 d'empreses classificades com a «altres activitats de serveis».
Dels 6 establiments de servei als particulars que hi havia el 2009, 1 era un taller de reparació d'automòbils i de material agrícola, 1 paleta, 2 lampisteries, 1 electricista i 1 perruqueria.
L'únic establiment comercial que hi havia el 2009 era una carnisseria.
L'any 2000 a Louvemont hi havia 6 explotacions agrícoles que ocupaven un total de 351 hectàrees.

## Equipaments sanitaris i escolars
El 2009 hi havia una escola elemental.

## Poblacions més properes
El següent diagrama mostra les poblacions més properes.